# Ołeksandr Janczenko
Ołeksandr Ihorowycz Janczenko (ukr. Олександр Ігорович Янченко; ur. 2 czerwca 1981 w Charkowie) – ukraiński hokeista, reprezentant Ukrainy.

## Kariera
- Kryżynka Kijów (1999-2000)
- HK Kijów (2000/2001)
- Siewierstal Czerepowiec (2000/2001)
- HK Woroneż (2001-2003)
- Barwinok Charków (2003-2006)
- Dniprowśki Wowky Dniepropetrowsk (2006-2007)
- HK Charków (2007-2011)
- Łewy Lwów (2011-2012)[1]
- Dynamo Charków (2012-2013)

Grał w kadrach juniorskich Ukrainy. Uczestniczył w turniejach mistrzostw Europy juniorów do lat 18 w 1997, mistrzostw świata juniorów do lat 18 w 1999 oraz mistrzostw świata juniorów do lat 20 w 2000, 2001.

## Sukcesy
Klubowe
- Brązowy medal mistrzostw Ukrainy: 2010 z HK Charków